# Giuseppe Vasi

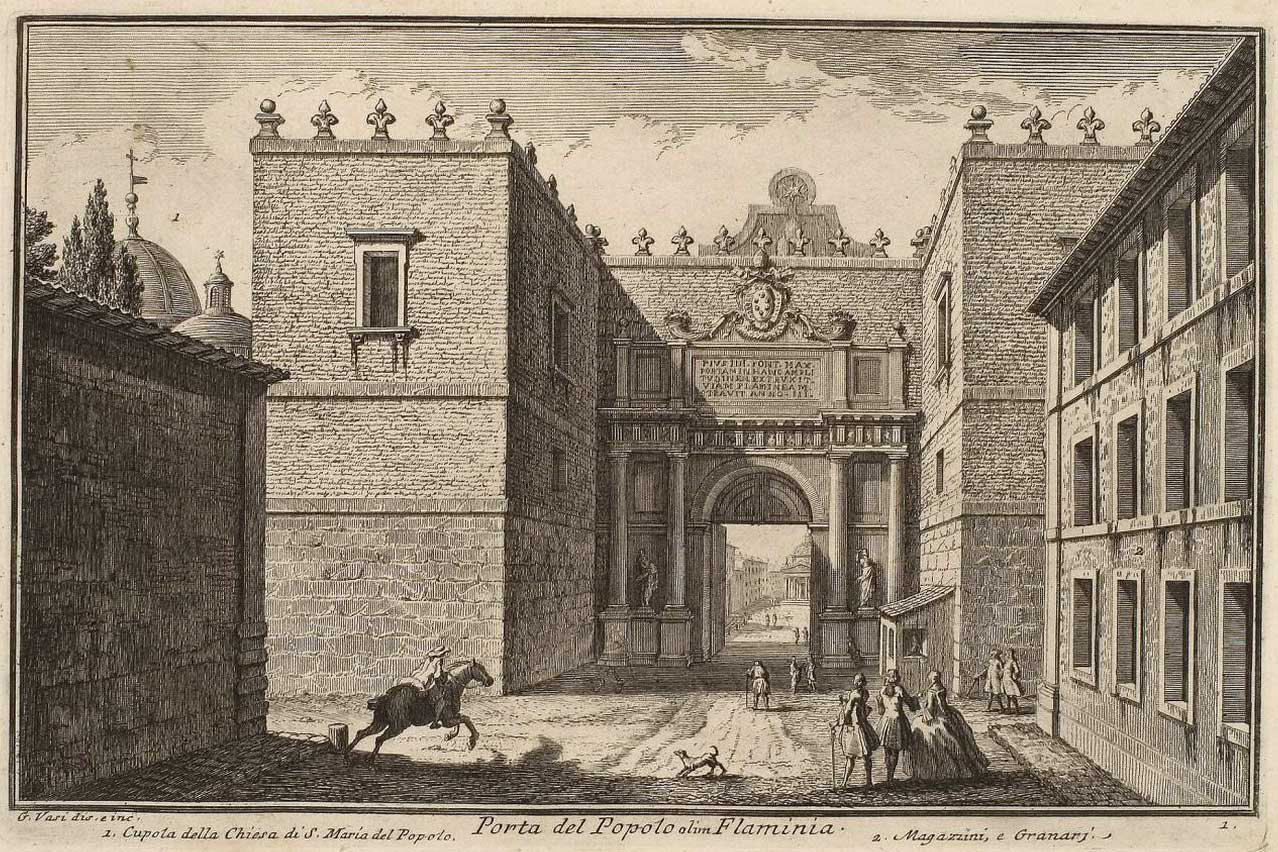
Piazza del Popolo w Rzymie

Giuseppe Vasi (ur. 27 sierpnia 1710 w Corleone, zm. 16 kwietnia 1782 w Rzymie) – włoski rytownik i architekt, znany przede wszystkim z wedut Rzymu. 
W latach 1746–1761 opublikował w 10 tomach 240 wedut Rzymu. Wśród jego uczniów był Giovanni Battista Piranesi.